# Véronique

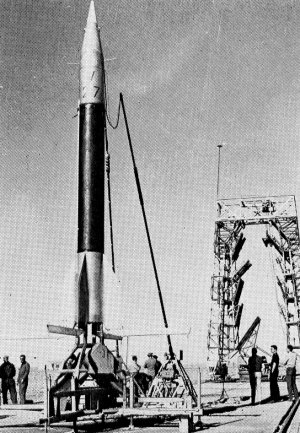
Véronique.

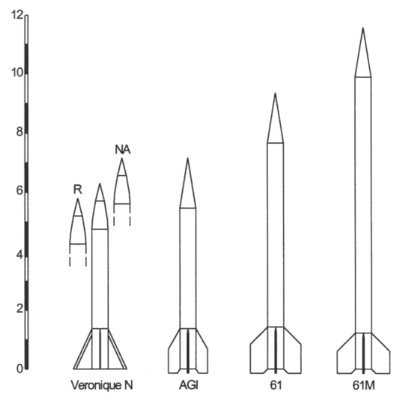
Esquema del cohete Véronique.

Veronique (acrónimo de VERnon et electrONIQUE), también conocido como Proyecto 4213, fue una familia de cohetes sonda y de prueba franceses cuyos primeros modelos fueron desarrollados a finales de los años 1940 y que se considera un precursor temprano de los cohetes Ariane. Propulsados por ácido nítrico y queroseno, superaron a su competidor directo, los cohetes Eole.
El comienzo del desarrollo de los Veronique tuvo lugar por parte de un equipo alemán en marzo de 1949, teniendo como objetivo la construcción de un cohete con el que hacer pruebas utilizando motores alimentados por combustible líquido. Como objetivo secundario, los cohetes serían utilizados como cohetes sonda.
En la fase inicial del lanzamiento el cohete era guiado por cables de 55 metros de longitud asegurados a las aletas.
Las primeras pruebas comenzaron entre 1951 y 1952, con los primeros lanzamientos completos realizándose entre mayo de 1952 y abril de 1953 en tres series de pruebas.

## Versiones

### Veronique P2
Se trataba de una versión creada exclusivamente para probar el sistema de guiado por cables. El cohete de pruebas ni siquiera iba alimentado con propelente líquido, sino con pólvora. Sólo se construyó y lanzó un modelo de esta versión, el 1 de abril de 1954.

#### Especificaciones
- Apogeo: 2 km
- Empuje en despegue: 20 kN
- Masa total: 500 kg
- Diámetro: 0,55 m
- Longitud total: 6 m
- Propelentes: pólvora.

### Veronique P6
Al igual que el P2, se trataba de una versión creada exclusivamente para probar el sistema de guiado por cables y también era propulsado por pólvora. Se lanzaron dos, el 25 de enero y el 28 de enero de 1952.

#### Especificaciones
- Apogeo: 2 km
- Empuje en despegue: 20 kN
- Masa total: 500 kg
- Diámetro: 0,55 m
- Longitud total: 6 m
- Propelentes: pólvora.

### Veronique R
Veronique Reduce era una versión a escala del cohete completo, con un tiempo de combustión de sólo 6,5 segundos en lugar de los 32 segundos del cohete completo. Se lanzaron 8 Veronique R, el primero el 2 de agosto de 1950 y el último el 30 de enero de 1952.

#### Especificaciones
- Apogeo: 2 km
- Empuje en despegue: 40 kN
- Masa total: 1000 kg
- Diámetro: 0,55 m
- Longitud total: 6 m
- Propelentes: ácido nítrico y queroseno.

### Veronique N
Veronique Normal era la versión a escala completa del Veronique.

#### Especificaciones
- Carga útil: 60 kg
- Apogeo: 65 km
- Empuje en despegue: 40 kN
- Masa total: 1100 kg
- Diámetro: 0,55 m
- Longitud total: 6,5 m
- Propelentes: ácido nítrico y queroseno.

### Veronique NA
Se trataba de una versión alargada del Veronique N, permitiéndole alcanzar una mayor altura y por tanto obtener datos científicamente más interesantes. También usaba un inyector de combustible mejorado para aumentar la estabilidad de la combustión.

#### Especificaciones
- Carga útil: 60 kg
- Apogeo: 135 km
- Empuje en despegue: 40 kN
- Masa total: 1435 kg
- Diámetro: 0,55 m
- Longitud total: 7,3 m
- Propelentes: ácido nítrico y queroseno.

### Veronique AGI
Diseñado y encargado para ser lanzados durante el Año Geofísico Internacional, era una versión mejorada del Veronique NA, con menor peso en vacío, un motor simplificado y que usaba trementina en lugar de queroseno como combustible, lo que incrementaba el impulso específico y disminuía la inestabilidad en la combustión, permitiendo alcanzar mayores altitudes. Los nueve lanzamientos de Veronique AGI fueron un fracaso. El primer Veronique AGI fue lanzado el 22 de octubre de 1965, y el último el 20 de febrero de 1969.

#### Especificaciones
- Carga útil: 60 kg
- Apogeo: 210 km
- Empuje en despegue: 40 kN
- Masa total: 1342 kg
- Diámetro: 0,55 m
- Longitud total: 7,1 m
- Propelentes: ácido nítrico y trementina.

### Veronique 61
Versión mejorada del Veronique, con un 50% más de empuje, y comenzado a desarrollar a partir de 1961. Se lanzaron seis cohetes de esta versión, cuatro de ellos fallidos. El primero se lanzó el 8 de junio de 1964 y el último el 24 de febrero de 1967.

#### Especificaciones
- Carga útil: 60 kg
- Apogeo: 300 km
- Empuje en despegue: 60 kN
- Masa total: 1932 kg
- Diámetro: 0,55 m
- Longitud total: 9,5 m
- Propelentes: ácido nítrico y trementina.

### Veronique 61M
Versión alargada del Veronique 61, capaz de llevar una mayor carga útil. Se lanzaron 15 Veronique 61M, 13 fallidos. El primero fue lanzado el 24 de marzo de 1966 y el último el 31 de mayo de 1975.

#### Especificaciones
- Carga útil: 100 kg
- Apogeo: 325 km
- Empuje en despegue: 60 kN
- Masa total: 2050 kg
- Diámetro: 0,55 m
- Longitud total: 11,7 m
- Propelentes: ácido nítrico y trementina.

### Vesta
Estudio de finales de los años 1950 para construir un 'súper Veronique' capaz de alcanzar 600 km de altura. Las pruebas estáticas comenzaron en 1964, y entre 1965 y 1969 se lanzaron 5 Vesta.

#### Especificaciones
- Carga útil: 500 kg
- Apogeo: 400 km
- Empuje en despegue: 140 kN
- Masa total: 5700 kg
- Diámetro: 1 m
- Longitud total: 10,2 m
- Propelentes: ácido nítrico y trementina.

- Datos: Q1601058
- Multimedia: Veronique (sounding rocket) / Q1601058